# Histoire
Pour les articles homonymes, voir Histoire (homonymie).
Cet article concerne la discipline scientifique. Pour l'histoire du monde, voir Histoire de l'humanité.
Ne doit pas être confondu avec Histologie.
L’histoire est à la fois l'étude et l'écriture des faits et des événements passés quelles que soient leur variété et leurs complexités. L'histoire est également une science humaine et sociale. On désigne aussi couramment sous le terme d’histoire (par synecdoque) le passé lui-même, comme dans les leçons de l'histoire. L'histoire est un récit écrit par lequel les êtres humains, et plus particulièrement les historiens, s'efforcent de faire connaître les temps révolus. Ces tentatives ne sont jamais entièrement indépendantes de conditionnements étrangers au domaine telle que la vision du monde de leur auteur ou sa culture, mais elles sont censées être élaborées à partir de sources plutôt que guidées par la spéculation ou l'idéologie. Lorsqu'il s'agit de l'Histoire de l'humanité dans son ensemble, le mot s'écrit possiblement avec une majuscule.
Au cours des siècles, les historiens ont façonné leurs méthodes ainsi que les champs d'intervention, tout en réévaluant leurs sources, leur origine et leur exploitation. La discipline universitaire d'étude et écriture de l'histoire, y compris la critique des méthodes, est l'historiographie. Elle s'appuie sur diverses sciences auxiliaires complétant selon les travaux menés la compétence générale de l'historien. Elle reste malgré tout une construction humaine, inévitablement inscrite dans son époque, susceptible d'être utilisée en dehors de son domaine, notamment à des fins d'ordre politique.

## Étymologie
Le mot « histoire » vient du grec ancien ἱστορία / historía, signifiant « recherche, connaissance acquise par l'enquête, récit », qui lui-même vient du terme ἵστωρ / hístōr, « qui connaît, juge, historien ». Il a pour origine les Enquêtes (Ἱστορίαι / Historíai en grec) d'Hérodote. Ce mot d'origine ionienne dérive selon toute vraisemblance de la racine indo-européenne *wid- qui signifie voir, ou savoir pour avoir vu.
Le mot est introduit en français au début du XIIe siècle avec le sens de « relation des événements marquants d'une vie, d'un règne » ou de « chronique d'un peuple ». Il prend aussi le sens général d'histoire (au sens de récit), polysémie qu'il a conservée en français comme en allemand. C'est à partir du XIIIe siècle, comme peut en témoigner l'usage qu'en fait Brunetto Latini dans son Livre dou Trésor, que le terme commence à recouvrir le sens de « récit historique ». Au Moyen Âge, la forme ordinairement employée du mot était Estoire : ce n'est qu'à partir de la Renaissance que l'on reviendra à la graphie antique.
Le mot connaît de nombreuses dérivations. L'année 1213 voit ainsi la première occurrence des termes d'historien et d'historiographe (emprunt au latin historiographus). Le verbe désuet Historier apparaissant au XIVe siècle, et l'adjectif historique survenant en 1447 (emprunt du latin Historicus, lui-même emprunt du grec historikos). Le diminutif historiette remonte à 1657 (premier emploi par Tallemant des Réaux dans le titre d'un de ses ouvrages). Le vocabulaire savant du XVIIIe et du XIXe siècle permet ensuite l'apparition d'un vocabulaire plus spécialisé comme préhistoire (en 1872) et anhistorique.
Lorsqu'il s'agit de l'Histoire de l'humanité dans son ensemble, le mot s'écrit possiblement avec une majuscule.

## Premiers textes historiques

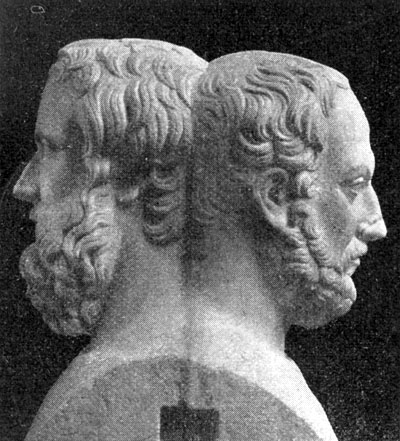
Hérodote et Thucydide, musée archéologique de Naples.

La connaissance des faits historiques est assurée par la tradition orale. Selon Georges Lefebvre, « les premiers historiens, en ce sens, furent probablement des poètes ». Selon Michel de Certeau : « De même, chez les Merina de Madagascar, les teiarana (anciennes listes généalogiques), puis les tantara (l'histoire passée) forment un « héritage des oreilles » (lovantsofina) ou une « mémoire de la bouche » (tadidivava) ».
Avec l'invention de l'écriture apparaît le récit historique, production spontanée et indépendante des contraintes postérieures de la discipline historique. Les premières chroniques mésopotamiennes remontent au début du IIIe millénaire av. J.-C et se dégagent de toute influence mythologique à partir du début du millénaire suivant. Il s'agit de renseignements utiles aux dynasties, de listes décrivant année par année les événements d'un règne (celui d'Hammurabi), d'un État (Mari), voire, dans le cas de la chronique synchronique, de plusieurs États (la Babylonie et l'Assyrie). La vocation de ces listes est purement mémorielle et didactique, et elles ne sont pas exemptes d'un certain parti pris : il s'agit de faire connaître à la postérité sous un jour positif les faits et gestes de son souverain. Ainsi, le Cylindre de Cyrus glorifie Cyrus le Grand comme un bienfaiteur des citoyens de Babylone qui a amélioré leurs vies, rapatrié les personnes déplacées, restauré les temples et lieux de culte à travers la Mésopotamie et dans la région. Il finit avec une description de la façon dont Cyrus a réparé les murailles de Babylone et trouvé une inscription similaire placée à cet endroit par un ancien roi.
L'histoire en Grèce antique ajoute à ces motivations des préoccupations d'ordre littéraire et scientifique comme en témoignent les œuvres d'Hérodote, de Thucydide et de Polybe.
Hérodote (-484 ou -482, -425) est un savant grec qui parcourt durant sa vie l'Égypte actuelle et le Moyen-Orient, allant jusqu'à Babylone. Dans ses Enquêtes, il veut faire œuvre de mémorialiste et raconte des événements récents, les guerres médiques, « afin que le temps n'abolisse pas les travaux des hommes ». Il se place donc dans une perspective historique qui fait qu'on a pu le qualifier de « père de l'histoire ».
Tandis qu'Hérodote fait souvent figure d'initiateur du récit historique, Thucydide (vers -460 - vers -400) est le premier à se soucier explicitement de méthode, avec un enjeu de recherche de la « vérité », et non plus simplement de « mémoire » et de transmission. Dans son Histoire de la guerre du Péloponnèse, il s'attache à relater les causes de la guerre, les faits déclencheurs, puis il raconte chronologiquement cette guerre, restant au plus près des événements, afin de donner un portrait fidèle de ce conflit qu'il considère être fondamental dans l'histoire du monde et qu'il veut expliquer aux générations futures. Il a également une vision profondément rationnelle des faits, ne voyant pas dans l'enchaînement de ceux-ci l'intervention des dieux mais la conséquence des actions des hommes.
Il reste peu de choses des œuvres historiques grecques postérieures à celle de Thucydide : aussi bien les œuvres de Timée, d'Éphore de Cumes, rédacteur en -340 de la première histoire du monde, que celles des « historiens d'Alexandre » ne subsistent que de manière fragmentaire. La principale étant celle de Polybe : son histoire en cinquante livres, ayant l'ambition de traiter l'histoire du monde antique de -220 à -150, avec comme point de repère l'ascension de la République romaine. La méthode de Polybe, tout comme celle de Thucydide, se veut rigoureusement rationnelle et « pragmatique » : il interroge les survivants, se rend sur les lieux des événements décrits, etc. De cette œuvre très vaste, qui anticipe sur les grandes synthèses historiques modernes, un tiers, tout au plus, a survécu.
Avec l'avènement de l'Empire romain, la discipline historique tend à perdre de son indépendance et à ne devenir qu'un moyen au service d'une fin politique (chez Tite-Live) ou morale (chez Salluste). « Dans l'ensemble les Romains s'intéressaient plus aux mérites littéraires de leurs livres d'histoire qu'à rapporter avec précision ce qui s'était réellement produit ». Cette tendance de la discipline a pu être qualifiée d'« histoire pragmatique ».
Le seul traité historiographique qui ait été conservé de l'Antiquité est celui de Lucien de Samosate : Comment l'on écrit l'histoire. Dans cette critique sévère des historiens de son temps, il écrit notamment : « La tâche de l'historien, il n'y en a qu'une ; dire les choses telles qu'elles se sont passées », et « l'historien ne saurait écrire à la manière des rhéteurs : ce qu'il a à dire a déjà été dit et sera dit par d'autres, car ce sont des faits accomplis ; il faut simplement les mettre en ordre et les exposer ; il n'a pas à chercher ce qu'il doit dire, mais comment il le dira ».
Si les auteurs chrétiens réduisent l'histoire à un rang d'auxiliaire de la théologie, ils tiennent néanmoins cette discipline en grande estime, et lui permettent de survivre à la disparition de l'Empire romain d'Occident : en témoignent les œuvres d'Eusèbe de Césarée, d'Isidore de Séville, ou de Bède le vénérable. Parallèlement se maintient une histoire séculière sous la forme de chroniques, telle que celle d'Éginhard.
La pratique se maintient au sein de l'Empire byzantin avec les chroniques impériales, et sa méthodologie trouve également un écho en Orient avec le Coran d'abord, qui cherche à fixer la mémoire des paroles délivrées par Dieu à son Prophète. La vie de Mahomet, puis des compagnons devient également un sujet, et les descriptions et commentaires historiques servent de base aux querelles théologiques, les différentes madhhabs sunnites tenant souvent les descriptions de la vie des habitants de Médine à l'époque du Prophète comme un exemple de vie selon les principes de l'Islam. La première biographie écrite sur Mahomet aurait été celle d'Urwah ibn al-Zubayr (en) (mort en 713) petit-fils d'Abu Bakr, fils d'Asmaa bint Abu Bakr et de Zubayr ibn al-Awwam, deux compagnons de Mahomet. Il aurait rédigé cette biographie en se basant sur les témoignages de plusieurs autres compagnons de Mahomet. L'une des premières grandes campagnes de documentation historique dans la région est celle autour de la Rébellion des Zanj au VIIIe siècle, des historiens comme Al-Tabari et Al-Mas'ûdî ayant mené un travail extensif de documentation et de restitution des étapes du soulèvement, fondant par là même la tradition historique arabe. Celle-ci est marquée par l'importance donnée à l’isnad (la chaîne de transmission orale des récits) pour valider les faits racontés, ainsi que par un récit se voulant complet et relatant donc toute histoire populaire et connue, laissant le soin aux commentateurs postérieurs de démêler le vrai du faux. Cet état de fait restera jusqu'à Ibn Khaldoun au XIVe siècle qui la refondera sur des critères plus scientifiques au sens moderne du terme.

## Champs et périodisation
Selon les époques et le rôle qu'a tenu l'histoire au cours des siècles, les champs d'études de l'historien ont fondamentalement évolué. Ainsi, la « civilisation » (prise au sens restreint, c'est-à-dire les pratiques de gouvernement et religieuses d'une population) et la guerre ont longtemps été les principaux objets de cette réflexion historique qui se présentait comme une « mémoire de l'humanité ». Les objets de l'histoire sont donc au départ centrés sur l'histoire militaire, l'histoire politique et l'histoire religieuse. L'histoire voit progressivement son champ s'élargir vers l'histoire diplomatique, l'histoire sociale, l'histoire culturelle ou encore l'histoire économique. Au tournant du XXIe siècle, elle a porté son attention d'une part vers des objets uniques, des réalités distinctes, dans une démarche individualisante, et d'autre part vers la corrélation entre phénomènes historiques et phénomènes environnementaux tels que les changements climatiques, les séismes ou les éruptions volcaniques majeures et leurs suites.
L'histoire est souvent scindée en périodes historiques, qui varient fortement selon les pays et les civilisations. Ces périodes sont souvent utilisées pour séparer les domaines d'étude, ainsi que, dans l'éducation primaire et secondaire, pour poser les jalons nécessaires aux élèves dans leur perception des temps passés. Ces périodes, ou bien – mieux – ces « époques », car le premier terme stipule étymologiquement une histoire cyclique, ont pour double objectif de répondre à une exigence chronologique et de poser des repères, d'indiquer des ruptures qui traduisent un changement d'objet. Les époques et les champs étudiés par l'historien varient aussi, puisque l'état des sources n'est pas le même à toutes les époques. Les historiens de l'École des Annales ont au XXe siècle fait éclater le cadre rigide de l'histoire événementielle en mettant en évidence le concept de longue durée qui rend davantage compte des mouvements lents et fondamentaux des sociétés humaines. Fernand Braudel de l’École des Annales, propose trois parties pour qualifier le temps dans sa thèse La Méditerranée et Philippe II : le temps long, qu'il assimile au temps géographique; le temps moyen qu'il assimile au temps cyclique ; et le temps court qu'il assimile au temps de l'évènement.
L’École des Annales, enfin, considère que l’Histoire n’est pas l’histoire des nations ni des grands hommes mais bien l’histoire de tout ce qui est humain.
Si l'histoire de la Terre commence avec la formation géologique de notre planète, et si l'histoire de l'humanité commence avec l'apparition du genre Homo, on limite traditionnellement l'emploi du mot « histoire » pour les périodes qui nous sont connues par l'intermédiaire de sources écrites, quel que soit le support de ces sources et quels que soient les moyens par lesquels elles nous sont parvenues. Les périodes pour lesquelles de telles sources n'existent pas ont été nommées, quant à elles, préhistoire ou protohistoire. En revanche, les chaires de proto-histoire et de pré-histoire existent au sein de l'Université française : l'historien a « colonisé » ce territoire, notamment sous la direction d'André Leroi-Gourhan, préhistorien français emblématique. Ce dernier rappelle d'ailleurs que la différenciation entre l'archéologue et le préhistorien s'est opérée au XIXe siècle pour des questions d'approches disciplinaire. Sur le plan technologique, les chercheurs en histoire du genre humain s'accordent à reconnaître trois grandes « révolutions techniques » bouleversant profondément les modes de vie antérieurs :
- la « révolution du feu » intervenue (selon les hypothèses) il y a 800 000 à 400 000 ans, qui a donné au genre humain le moyen de modifier les milieux naturels (au profit du sien : la savane et la prairie), d'être un prédateur beaucoup plus efficace et de s'alimenter de nutriments cuits ;
- la « révolution néolithique » intervenue (selon les aires géographiques) il y a 8 000 à 2 000 ans avant notre ère, marquée par la sédentarisation et l'agriculture ;
- la « révolution industrielle », intervenue depuis deux siècles et demi environ, et qui a donné au genre humain accès à l'énergie électrique et aux énergies fossiles et fissiles.

Si d'autres révolutions techniques ont également eu lieu, comme la maîtrise du bronze, du fer et de l'acier durant la haute Antiquité ou encore la révolution de la navigation maritime aux XVe et XVIe siècles, leur influence moindre sur les modes de vie et surtout leur maîtrise inégale et fortement décalée dans le temps par les différentes populations humaines réparties à travers le globe empêchent leur classification parmi les grandes révolutions ayant affecté ponctuellement l'humanité dans son ensemble.

## Méthode
La méthodologie historique s'intéresse à deux problèmes :
- Comment l'historien mène son enquête ?
- Une fois les résultats de sa recherche rassemblés, comment écrit-il l'histoire ?

### Recherche des sources

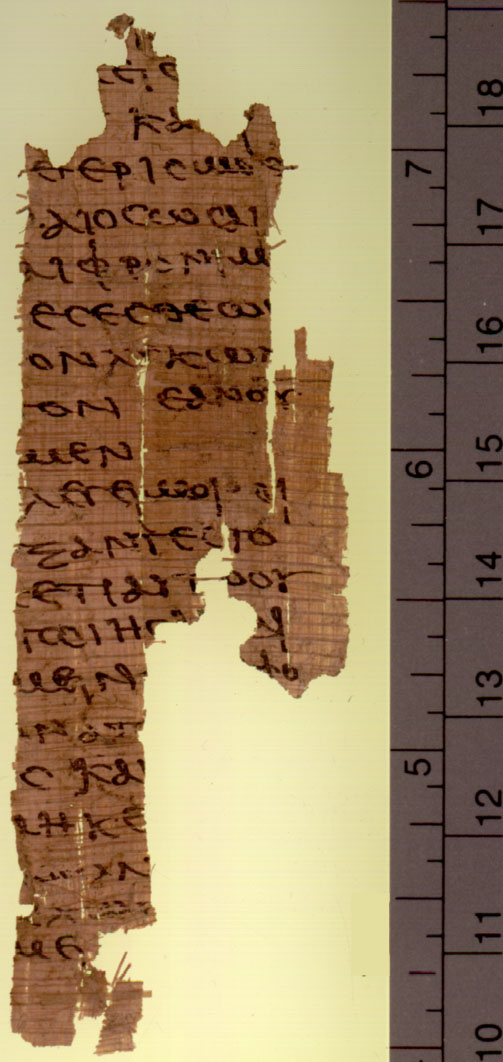
Fragment de papyrus, IIe siècle, Sackler Library, Oxford.

Le passé humain n'est jamais saisi directement par l'historien. Ainsi, traces, archives, témoignages et documents sont les matériaux et les objets de la discipline historique qui ne permettent ni expérimentation, ni observations immédiates. Il existe une extrême diversité de nature de ces traces. Il est d'usage d'opérer une distinction entre sources écrites et non écrites, les premières ayant été pendant longtemps utilisées exclusivement. L'histoire a connu une réflexion sur l'élargissement de la notion de sources. Elles ne se limitent pas aux sources narratives c'est-à-dire à celles qui rendent compte directement de ce qui s'est passé (les chroniques médiévales ou un article de journal par exemple). L'historien bénéficie aussi d'un réservoir plus important : les sources documentaires. Celles-ci regroupent l'ensemble des documents dont le but premier n'était pas de renseigner sur l'histoire. Ainsi les rôles de la taille n'avaient pas d'intention historienne, mais peuvent nous permettre d'approcher la hiérarchie des fortunes sous l'Ancien Régime. De même, les relevés du fouage et de la capitation permettent de renseigner sur la démographie et sur la richesse de la population, car là où le premier réparti selon les moyens de chacun entre les foyers d'une commune, le second portait directement sur la population, sans discrimination de richesse.
Cependant, ces traces, ces sources deviennent documents par une construction de l'historien et résultent d'une sélection et d'un questionnement particulier. Ainsi, Henri-Irénée Marrou propose la définition suivante pour le document historique : « Est un document toute source d'information dont l’esprit de l’historien sait tirer quelque chose pour la connaissance du passé humain, envisagé sous l’angle de la question qui lui a été posée. »
Avant de se lancer dans la lecture des sources, l'historien réfléchit sur les documents qui pourraient répondre à la question historique qu'il se pose. La question déterminera les sources. Antoine Prost, dans ses Douze leçons sur l'histoire parues en 1996, résume cette idée par une image : « L'historien ne lance pas son chalut au hasard, pour voir s'il prendra des poissons, et lesquels ». L'éventail des sources à disposition ne cesse de croître. Si, pendant longtemps, la recherche s'est appuyée sur les traces écrites, l'historien fait aujourd'hui feu de tout bois. Lucien Febvre écrivait : « L'histoire se fait avec des documents écrits, sans doute. Quand il y en a. Mais elle peut se faire, elle doit se faire sans documents écrits s'il n'en existe point. Avec tout ce que l'ingéniosité de l'historien peut lui permettre d'utiliser pour fabriquer son miel, à défaut des fleurs usuelles. […] Toute une part, et la plus passionnante sans doute de notre travail d'historien, ne consiste-elle pas dans un effort constant pour faire parler les choses muettes ». Afin de comprendre l'évolution des paysages et des structures agraires, Marc Bloch a étudié les cadastres du XIXe siècle. De même, l'archéologie fournit des données inédites par rapport aux sources traditionnelles, et permet parfois de confirmer ou d'infirmer les informations qu'elles délivrent.

### Critique des sources

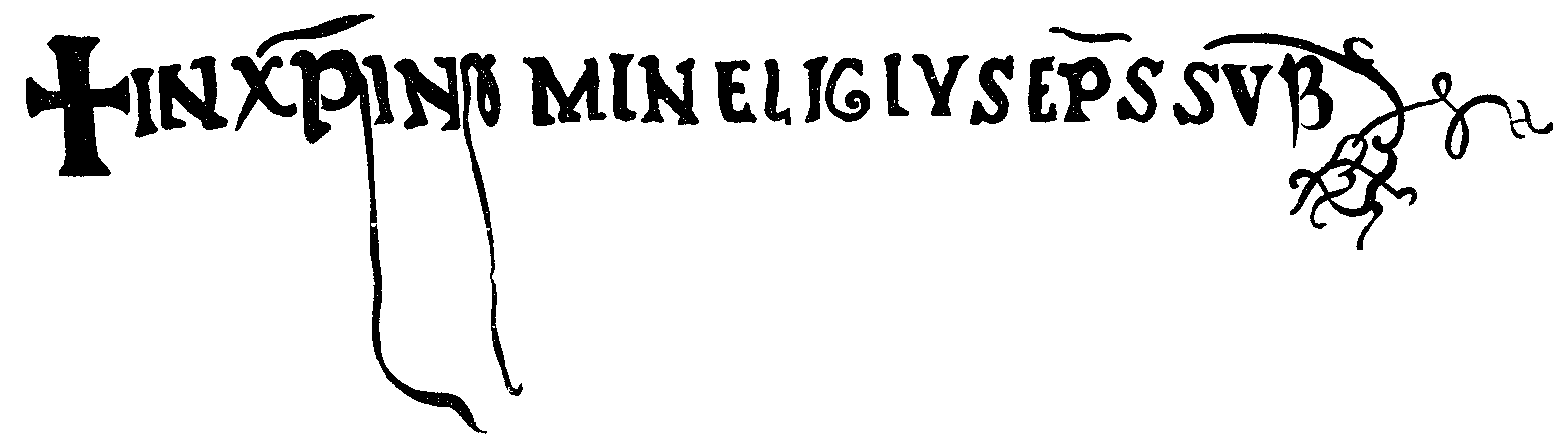
Signature de Saint Eloy (Eligius), financier et ministre de Dagobert Ier ; charte de la fondation de l'abbaye de Solignac ; Jean Mabillon, De re diplomatica).

La pratique de l'histoire exige de conserver une attitude critique à l'égard des sources. C'est ce doute permanent qui fait l'une des spécificités de la pratique. Les premiers jalons de cette réflexion sont posés par l'école des moines mauristes et bollandistes au XVIIe siècle. Les historiens de l'école dite méthodique, Langlois et Seignobos reprennent ces « règles », qui concernent principalement les témoignages écrits. Ils distinguent ainsi deux opérations principales de la critique, la « critique interne » et « externe » :
- la critique externe porte sur les caractères matériels du document tels son papier, son encre, son écriture, les sceaux qui l'accompagnent. Elle interroge l'authenticité des sources. Ce type de critique nécessite des connaissances en paléographie, en sigillographie, en héraldique, en chronologie, en diplomatique et en épigraphie ;
- la critique interne repose elle sur la cohérence du texte :
  - la « critique de provenance » qui interroge l'origine de la source. L'historien en tire des conclusions sur la sincérité et l'exactitude du témoignage. Le récit d'un historiographe officiel tend ainsi à magnifier le rôle et les qualités de son prince,
  - la « critique de portée » qui s'intéresse aux destinataires du texte. Un préfet peut, dans son rapport au Ministre de l'Intérieur, minimiser les troubles frappant son département de peur que son supérieur le prenne pour un incapable,
  - le classement des sources.

Un exemple de critique externe est qu'une lettre écrite sur papier, dite du XIIe siècle, est certainement fausse car on écrivait sur du parchemin à cette époque tandis que la critique interne démontre qu'une charte de Philippe Auguste datée au bas de 1225 est un faux car ce roi de France est mort en 1223.
La méthode critique se fonde également sur la comparaison des témoignages. Quand ils concordent, c'est l'un des signes de la crédibilité des faits. Par contre, quand un témoin est contredit par plusieurs autres, cela ne signifie pas automatiquement qu'il ment. Ces autres témoins s'appuient peut-être sur la même source erronée. Une fois les témoignages passés au crible de cet arsenal méthodique, l'historien s'attache à bien interpréter le sens du texte. L'historiographie anglo-saxonne a davantage poussé les historiens à se méfier des conclusions qu'on peut tirer de la lecture d'un texte.
C'est par la réflexion sur les sources que, depuis les années 1980, les sources visuelles se sont imposées à égalité avec les sources écrites. Utilisées par les spécialistes de l'Antiquité (Jean-Pierre Vernant) ou du Moyen Âge (Georges Duby), il a fallu des travaux pionniers comme ceux de Michel Vovelle avec la Révolution française ou Maurice Agulhon et Marianne pour que ces sources deviennent aussi légitimes que l'écrit. Aujourd'hui où il existe une accumulation et une conservation exponentielle de ces images, est apparue la nécessité de jeter les bases d'une histoire générale du visuel incluant l'art et ses spécificités (Laurent Gervereau).

## Historiographie
L'historiographie (1550), littéralement « écriture de l'histoire », est un nom dérivé de l'« historiographe », c'est-à-dire « celui qui écrit l'histoire ». Le nom désignait originellement un ensemble d'ouvrages historiques. Par extension, l'historiographie a désigné l'histoire de l'écriture de l'histoire. Érigée en spécialité de la discipline historique, l'historiographie (allemand Geschichtswissenschaft ou Geschichtsschreibung, anglais historical writing) présente généralement le regard d'un historien sur ses prédécesseurs et sur leur travail.
Plusieurs ensembles cohérents d'ouvrages historiques – ou « historiographies » – existent pour une même période, offrant généralement des points de vue différents sur l'Histoire. Jusqu'à la deuxième moitié du XXe siècle, une « historiographie » revêt souvent un caractère « national », dans la mesure où elle rapporte un point de vue politique sur des événements. Par exemple, il est possible de citer pour le Moyen Âge l'historiographie byzantine et l'historiographie franque : celles-ci présentent très différemment le problème de la querelle des Images qui opposa un temps l'Église romaine et l'Église byzantine à l'époque de Charlemagne.
L'historiographie traite les mêmes problèmes que la méthodologie, mais l'approche de ces questions est nécessairement différente : la méthodologie a pour objet l'étude du travail que l'historien réalise en amont pour écrire l'histoire, alors que l'historiographie s'attache au travail fini des historiens. Aussi, l'historiographie a souvent un caractère plus polémique. Enfin, les conclusions des études historiographiques sont généralement à l'origine des changements méthodologiques.

### Sens et philosophie de l'histoire

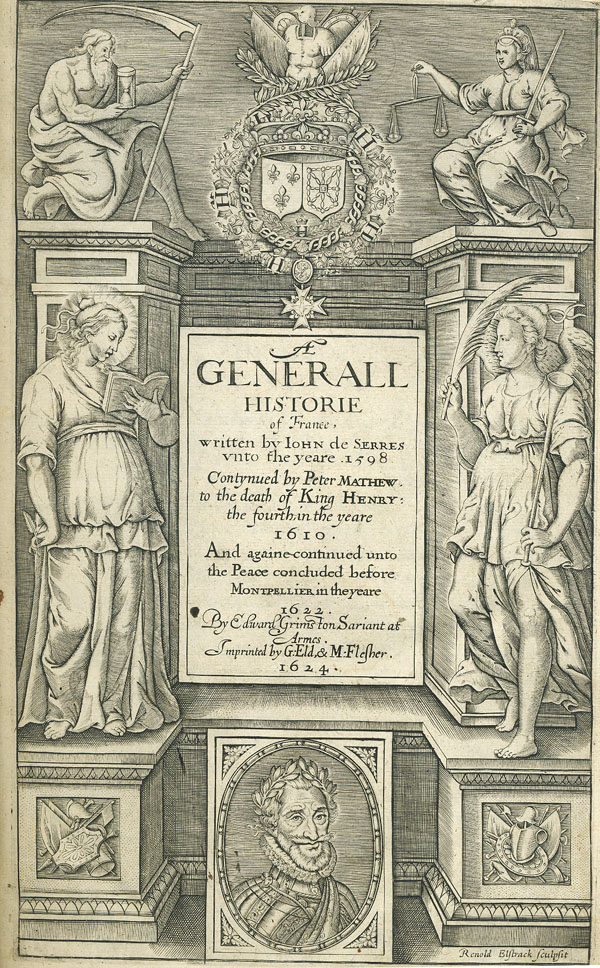
Fronstispice de lHistoire de France de Jean Puget de La Serre, traduction anglaise d'Edward Grimeston, 1624

L'idée de donner un sens à l'histoire est à proprement parler universelle. On la retrouve à la base de tous les récits dits mythiques, qui sont une manière de domestiquer le temps et d'inscrire l'existence humaine dans un cadre temporel défini. Dans l'histoire moderne, c'est avant tout suivant la pensée de Hegel sur l'histoire universelle que certains historiens, ou plutôt commentateurs de l'histoire, s'attachent à donner un sens aux informations qu'ils récoltent, au risque de créer une histoire partisane, biaisée ou erronée.
On peut distinguer plusieurs types de philosophie de l'histoire.
La première peut être dite fataliste. Le destin de l'humanité s'explique avant tout par les édits arbitraires d'une puissance supérieure que l'on ne saurait altérer que par des sacrifices. Cette conception est notamment présente chez Hésiode, avec le concept de la Moïra. La place de l'homme dans l'histoire et son influence sur son cours sont donc minimes, tout au plus peut-il craindre le Divin et chercher à s'attacher leur faveur.
La seconde est de type cyclique. On la retrouve dans les philosophies orientales, et plus particulièrement dans le bouddhisme. Elle est également présente chez les Aztèques, qui considéraient que plusieurs mondes avaient précédé le nôtre et que plusieurs autres le suivraient. L'on considère ici que l'histoire humaine et naturelle est comparable à la succession des saisons : il existerait ainsi une « grande année », d'une durée incommensurable, découpée en plusieurs époques, et au terme duquel l'on reviendrait au point de départ. Transmises par Bérose, ces conceptions vont être intégrées au Stoïcisme.
La troisième est de type progressiste. L'histoire de l'humanité tendrait vers un progrès ininterrompu. Cette philosophie apparaît dans la culture hébraïque après la destruction de Jérusalem par Nabuchodonosor, au travers du mythe de la « terre promise », puis devient partie intégrante du message chrétien (en particulier chez saint Jean, et Augustin d'Hippone). La plupart des écoles et doctrines politiques et idéologiques occidentales découlent de cette conception philosophique : libéralisme, marxisme, socialisme, etc. Dans cette vision, le travail de l'historien intègre une dimension idéologique, car selon les écoles et les sensibilités le sens final de l'histoire, la direction du progrès historique peuvent fortement varier.
Une quatrième école dénie tout sens à l'histoire humaine. Il ne s'agirait que d'une succession hasardeuse d'actions : ainsi, William Shakespeare écrit-il dans Macbeth, la vie « est une histoire — dite par un idiot, pleine de fracas et de furie, — et qui ne signifie rien… ». C'est aussi la position de Schopenhauer : « La devise générale de l'histoire devrait être : Eadem, sed aliter ». Cette école agnostique se retrouve aussi en histoire naturelle où, avec Stephen Jay Gould et ses successeurs tels Hervé Le Guyader ou Guillaume Lecointre, elle affirme que l'évolution non plus n'a pas de sens prédéterminé mais est une succession hasardeuse d'évènements et de phénomènes. Cette école se manifeste en préférant le comput historique par a.n.è. (avant notre ère) et n.è. (notre ère) plutôt que av. J.-C. (avant Jésus-Christ, adopté dans Wikipédia), comput qui reste problématique car il divise l'histoire en deux "ères" distinctes, le point de basculement étant toujours centré sur la naissance de Jésus de Nazareth et donc sur le début du christianisme.

## Histoire et sciences

### Sciences auxiliaires de l'histoire
L'expression « Sciences auxiliaires de l'histoire » désigne l'ensemble des disciplines scientifiques, sociales, littéraires et philologiques qui peuvent permettre l'exploitation ou la critique des sources utiles au travail historique. Au XIXe siècle, un cloisonnement profond sépare l'histoire enseignée et la recherche historique. Cette séparation, déplorée dès 1891 par Ferdinand Lot, attaquée dans le premier numéro des Annales en 1929, est remise en cause au XXe siècle. L'histoire s'adjoint dès lors l'assistance de disciplines autonomes comme autant d'instruments de recherche dans une perspective d'interdisciplinarité. Si l'École des Annales peut à l'occasion adopter une attitude dominatrice par rapport aux autres sciences sociales, des rencontres peuvent émerger et donner naissance à des nouvelles voies de recherche, comme en témoigne le développement de l'anthropologie historique ou le renouveau de la diplomatique.

### Une discipline scientifique?
L'histoire moderne, en tant que discipline intellectuelle, ne fait pas partie des sciences dites « exactes » ou « dures » mais des sciences dites « sociales » et « humaines », comme la sociologie, l'ethnologie, la psychologie, etc. C'est une science sociale dans le sens où elle s'attache d'abord à l'étude de l'Homme dans les sociétés par un travail d’interprétation, sans pour autant écarter le principe d’impartialité. L'historien cherche à comprendre le passé via une pluralité de perspectives, en regroupant donc des sources variées et en tenant compte de la subjectivité de l'observateur y compris de l'historien lui-même.
Un débat existe sur l'objectivité de l'histoire. Il est notamment apparu quand la découverte des lois de physique par Isaac Newton, en établissant que certains événements naturels peuvent être prévus, posant aux historiens un problème nouveau : celui de la « scientificité » de l'histoire. Comme les sciences dures, la discipline historique implique une analyse rationnelle des faits, et vise à la « vérité ». Plusieurs tentatives de résolutions ont été envisagées.
- La première, notamment incarnée par le mathématicien français Pierre-Simon de Laplace, voit la discipline historique comme une science dure. Si elle ne possède pas de lois comparables à celles des sciences physiques, c'est simplement parce qu'elle n'a pas encore connu son Newton. Dans son Essai philosophique sur les probabilités, Laplace écrit : « tous les événements, ceux mêmes qui par leur petitesse semblent ne pas tenir aux grandes lois de la nature, en sont une suite aussi nécessaire que les révolutions du soleil »[36]. Cette position est aussi celle de l'historien Fustel de Coulanges pour qui « l’histoire n’est pas un art ; elle est une science pure, comme la physique ou la géologie[37].
- La seconde, représentée par le mathématicien Antoine-Augustin Cournot, fait certes de l'histoire une discipline scientifique, mais une discipline scientifique relative dont le hasard est une composante essentielle. Soit donc le caractère imprévisible de l'histoire cesse d'être, comme chez Laplace, une illusion liée à notre ignorance des lois profondes de l'histoire, pour être appréhendé comme « un fait vrai en lui-même »[38]. Pour Cournot, l'histoire est une suite de séries causales, qui, s'entrecroisant, produisent l'événement. Ainsi, si l'on considère la mort de Pyrrhus Ier causée par la chute d'une tuile, l'on sera dans l'entrecroisement de deux séries causales : la série causale de la tuile, amenée à tomber à un moment précis, sur un lieu précis, et la série causale de Pyrrhus présent au moment précis, et au lieu précis. L'avantage de ce système de séries causales c'est qu'il permet de concilier hasard et déterminisme : « de ce que le croisement continuel des chaînes de conditions et de causes secondes, indépendantes les unes aux autres, donne perpétuellement lieu à ce que nous sommes des « chances » ou des combinaisons fortuites, il ne s'ensuit pas que Dieu ne tienne point dans sa main les unes et les autres, et qu'il n'ait pu les faire sortir toutes d'un même décret initial »[39].

Une question que le développement de l'internet remet en exergue est celle de la valeur et de l'accessibilité des sources, officielles ou non ; l'histoire peut-elle être open source ?, se demandait en 2006 Roy Rosenzweig.

## L'historien
Un historien est une personne qui étudie ou communique sur l’histoire. Il a pour tâche de rapporter des faits passés, de les catégoriser, puis d'en proposer une interprétation équilibrée et justifiée par des sources, sous le contrôle du public informé.
Antoine Prost, dans Douze leçons sur l'histoire, affirme que : « l'histoire, c'est ce que font les historiens » et que « c'est en faisant de l'histoire qu'on devient historien ».
L'histoire est une discipline qui ne peut se transmettre de façon complète et didactique, elle est un savoir-faire qui s'acquiert de façon progressive, presque artisanalement. La récurrence du vocabulaire artisanal dans les écrits des historiens montre que le métier vient par l'apprentissage, la pratique, l'accumulation et la maîtrise de compétences plus que par un savoir scientifique exhaustif à apprendre. Marc Bloch se définit ainsi comme « un artisan, vieilli dans le métier », François Furet parle d'atelier, l'historien allemand Werner Conze évoque une corporation avec ses maîtres, ses compagnons et ses apprentis.
Ces formules paraissent contradictoires chez des historiens qui, dans le même temps, affirment que l'histoire est une science, dotée de règles de fonctionnement. Mais en fait, il s'agit surtout de souligner que les règles de l'histoire s'acquièrent de façon progressive, par la pratique, et qu'aucune règle ne peut être appliquée automatiquement et sans une réflexion aboutie. Le champ lexical de l'artisanat, très fréquent chez les historiens, exprime toute la complexité de l'histoire.
La formation de l'historien est en très grande partie fondée sur deux axes : la connaissance de l'histoire en général (connaissances livresques sur les faits du passé, maîtrise de l'historiographie) et sur des connaissances pratiques (méthodes d'analyse des sources et d'écriture de l'histoire). Il est donc à la fois un universitaire, un érudit qui connaît l'histoire du monde dans son ensemble, et un chercheur qui sera à même de contribuer également à la recherche historique dans les domaines de son choix.

## Place de l'histoire dans la société
Si « du rassemblement des documents à la rédaction du livre, la pratique historique est tout entière relative à la structure de la société », dans les contraintes et les exigences que cela peut impliquer, les historiens ont souvent interrogés ou été confrontés au fondement d'une « mission sociale de l'historien ». Ils ont ainsi souvent dû s'interroger sur les possibles finalités culturelles, intellectuelles ou morales de leur discipline. La question de la place de l'histoire dans les sociétés relève tant de la sociologie, de la science politique, de la philosophie que de l'histoire elle-même et de l'historiographie. Se posent aussi aujourd'hui des questions pédagogiques importantes qui imposent de donner des repères de base et conduisent à une « histoire stratifiée » : locale, régionale, nationale, continentale, globale.
Des périodes et des contrées sont inégalement étudiées et valorisées dans la recherche historique : le sociologue américain qui a forgé le terme W. G. Sumner, l'ethnocentrisme est « cette vue selon laquelle notre propre groupe est le centre de toutes choses, tous les autres groupes étant mesurés et évalués par rapport à lui ». Historienne de l'histoire africaine, Catherine Coquery-Vidrovitch s'était vue ainsi déconseiller ce sujet d'étude pour un « continent sans histoire ». Elle a été l’une des premières à étudier la place du continent dans l’histoire mondiale, ainsi que celle de l’esclavage et de la colonisation dans l’histoire française.

### Histoire des femmes
L'Histoire des femmes est restée très longtemps dans l'ombre. Au printemps 1973, avec Pauline Schmitt-Pantel et Fabienne Bock, Michelle Perrot crée un cours sur les femmes à l'université de Paris VII (Jussieu) intitulé : « Les femmes ont-elles une histoire ? ». L’interrogation témoigne du balbutiement de la discipline au niveau universitaire, au point que c’est à des collègues sociologues qu’elles vont faire appel pour inaugurer ce cursus avec une série de conférences. La première porte sur “La femme et la famille dans les sociétés développées” par Andrée Michel.

« L'irruption d'une présence et d'une parole féminines en des lieux qui leur étaient jusque-là interdits, ou peu familiers, est une innovation du dernier demi-siècle qui change l'horizon sonore. Il subsiste pourtant bien des zones muettes et, en ce qui concerne le passé, un océan de silence, lié au partage inégal des traces, de la mémoire et, plus encore, de l'Histoire, ce récit qui, si longtemps, a "oublié" les femmes, comme si, vouées à l'obscurité de la reproduction, inénarrable, elles étaient hors du temps, du moins hors événement. »

— Michelle Perrot, Les femmes ou les silences de l'histoire (2014)
Parmi les pionnières, Joan Wallach Scott, dans les années 1980, oriente ses travaux vers une histoire des femmes dans la perspective de genre. Elle publie en 1986 dans l'American Historical Review (en) « Le genre : une catégorie utile de l'analyse historique » (Gender : a useful category of historical analysis), qui joua un rôle majeur dans l’émergence de l'histoire des femmes et du genre.
La question du genre en histoire s'affirme peu à peu. Dans une tribune parue dans Le Monde en octobre 2018, Michelle Perrot déclare que « l'histoire demeure une science largement virile, dans son exercice comme dans son contenu ». A l'occasion des Rendez-vous de l'histoire de Blois, en 2018, un collectif de 440 historiennes lancent un appel « Mettons fin à la domination masculine en histoire ». En 2020, Marylène Patou-Mathis, préhistorienne, s'appuyant sur les dernières découvertes, publie l'homme préhistorique est aussi une femme, une histoire de l'invisibilité des femmes,.

### Histoire et politique
L'histoire est au cœur de la mémoire collective d'un peuple ou d'une nation : elle est un ensemble de références à partir duquel se construit une grande partie de l'identité du groupe social. Ce rôle en fait un enjeu politique considérable : la maîtrise du discours sur le passé par le politique peut être pour lui un moyen de faciliter des desseins de tout ordre. De nombreuses études portant, notamment, sur la vision de l'histoire transmise par les manuels scolaires, montrent cette instrumentalisation du passé à des fins politiques.

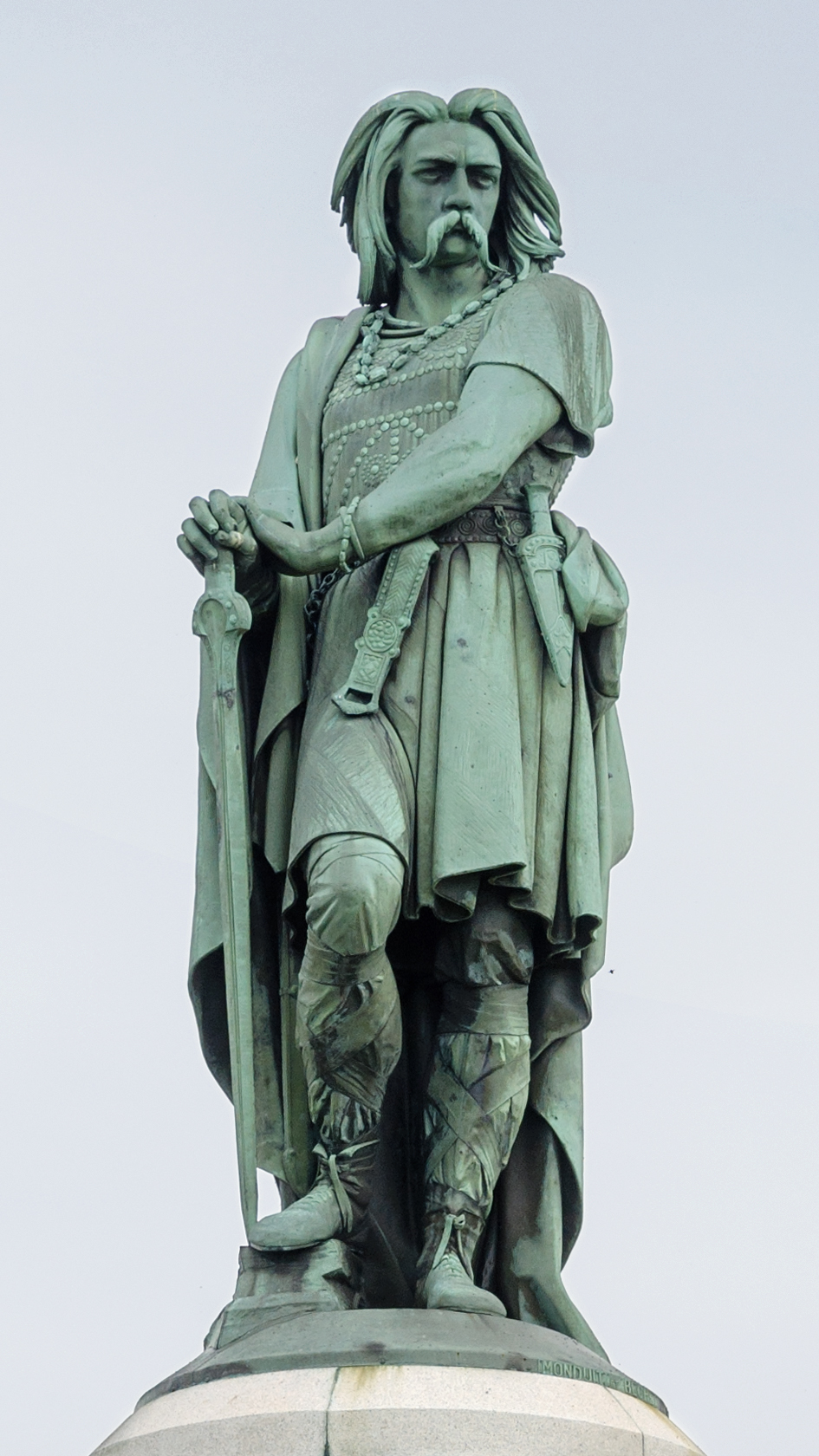
Statue de Vercingétorix à Alésia, sculptée avec les traits de Napoléon III.

L'appropriation politique du passé peut prendre la forme de culte des « héros » nationaux, modèles censés représenter plus ou moins ce qui est attendu idéalement de chacun. Si l'instrumentalisation de l'histoire est particulièrement visible dans les régimes totalitaires, qui utilisent fortement l'histoire dans leur logique d'emprise sur le peuple (c'est le cas de l'URSS qui pendant la Seconde Guerre mondiale reprend les symboles historiques et patriotiques russes à son compte), elle est également présente de façon plus subtile dans des régimes libres qui prennent comme point de référence des « héros » de leur histoire pour accompagner un message politique (de Vercingétorix sous Napoléon III à Guy Môquet avec Nicolas Sarkozy en France).
Le XIXe siècle, durant lequel les nations européennes forgent leur identité moderne, est fréquemment donné en exemple d'instrumentalisation de l'histoire. C'est à cette époque que les hypothèses protochronistes émergent, et se manifestent fortement en Europe. Prenant appui sur les sources antiques, les Gaulois sont érigés en ancêtres des Français, la Belgique nouvellement fondée prend le nom d'une province romaine, le Royaume-Uni se pose en héritière de la Bretagne romaine (usage du terme Britain pour nommer le pays, chants patriotiques tels que Rule, Britannia!).
Ce mouvement s'accompagne d'un recours aux personnifications des pays, le plus souvent sous les traits d'une femme guerrière et portant un casque ainsi qu'un bouclier aux couleurs du pays qu'elle cherche à personnifier. Cette vision cherche à représenter la Mère Patrie dans une optique guerrière, soit pour la défendre soit pour assurer sa prééminence. Ce phénomène s'observe en France (Marianne), en Suisse (Helvetia), en Allemagne (Germania) ou encore en Angleterre (Britannia). Ces représentations se retrouvent souvent sur les pièces de monnaie, ou encore dans les bâtiments officiels sous forme de bustes ou de statues.
Ce siècle a également vu, dans la lignée du racialisme (ou racisme pseudo-scientifique), l'interprétation des histoires nationales d'un point de vue déterministe géographique, l'histoire servant dans ce cas présent, aux côtés des théories évolutionnistes naissantes, à justifier à l'aide d'arguments pseudo-scientifiques le peuplement et l'émergence ou non de civilisations dans un territoire donné. En particulier, suivant les théories de Friedrich Ratzel et de Carl Ritter, les territoires tempérés d'Europe étaient considérés comme propices à l'émergence de civilisations avancées et à la contention des passions humaines, là où les zones tropicales étaient vues comme plus propices au déchaînement des passions et à la barbarie. Outre la construction d'une identité nationale par la justification d'une exception culturelle, ces visions de l'histoire servaient aussi à justifier des guerres et des conquêtes, qu'elles soient coloniales ou non. Ainsi, les Histoire de France écrites par l'historien Jules Michelet sont données comme en partie responsable d'une vision déterministe des frontières nationales françaises, comme si l'histoire de France était la lente conquête par les régimes successifs de frontières naturelles momentanément rognées par des accidents de l'histoire.

### Histoire et mémoire
Une préoccupation de l'historien mais aussi du citoyen est la mémoire dans l'historiographie. La mémoire humaine est en effet loin d'être infaillible, un témoignage pouvant être volontairement ou involontairement défaillant. « La restitution intégrale du passé est impossible … et, par ailleurs, effrayante ; la mémoire, elle, est forcément une sélection : certains traits de l'événement seront conservés, d'autres sont immédiatement ou progressivement écartés et donc oubliés ». De plus, se pose la question de la fiabilité de la transmission orale des témoignages. Enfin, « l'histoire privilégie l'abstraction et la généralisation ; la mémoire, le détail et l'exemple ».
Certains observateurs ont l'impression que la vogue des commémorations historiques, accentuée selon certains en France dans les années 1980, constitue un refuge dans un passé mythifié, qui empêcherait la société de regarder l'avenir. Ainsi, François Furet, dans son ouvrage Penser la Révolution française, indique : « La Révolution française peut être interprétée à la fois comme le produit de ce qu'elle a appelé l'Ancien Régime, et comme l'avènement de la civilisation où nous vivons depuis ; dans le premier cas, elle est le grand spectacle de ce qui s'est passé avant elle ; dans le second, elle inaugure le cours de l'égalité et de la démocratie modernes. Ce livre est une tentative pour la penser sous ces deux aspects, en renouant avec des questions posées par la tradition historiographique du XIXe siècle ».

### Histoire et avenirs
Les historiens considèrent que l’on ne peut anticiper rationnellement l’avenir sans une connaissance préalable de l’histoire et des enchaînements conduisant aux crises et tragédies passées. Comme la géographie, l’histoire est néanmoins encore souvent tenue pour une « discipline mineure » malgré les conséquences sociales, identitaires et politiques de l’ignorance que cela favorise.

### Critiques auXXesiècle
- Paul Valéry se montre très critique sur l'histoire : « L'Histoire justifie ce que l'on veut. Elle n'enseigne rigoureusement rien, car elle contient tout, et donne des exemples de tout. » et mentionne : « Que de livres furent écrits qui se nommaient : La Leçon de Ceci, Les Enseignements de Cela ! … Rien de plus ridicule à lire après les événements qui ont suivi les événements que ces livres interprétaient dans le sens de l’avenir »[63].
- Aldous Huxley prête à Henry Ford une citation selon laquelle « l'histoire est faite de sottises montées en épingle pour dresser les uns contre les autres des gens qui n'ont aucune raison de s'en vouloir »[réf. nécessaire].
- Ambrose Bierce, dans son Dictionnaire du diable, en donne cette définition : « L'histoire est le récit, presque toujours faux, d'événements presque toujours sans importance, occasionnés par des chefs d'État qui sont presque tous des coquins et des soldats qui sont presque tous des imbéciles. »